# John J. McIntyre
John Joseph McIntyre (* 17. Dezember 1904 im Dewey County, Oklahoma; † 30. November 1974 in Cheyenne, Wyoming) war ein US-amerikanischer Politiker. Zwischen 1941 und 1943 vertrat er den Bundesstaat Wyoming im US-Repräsentantenhaus.

## Frühe Jahre
John McIntyre wurde auf einer Farm in Oklahoma geboren. Er besuchte die Schulen seiner Heimat und studierte anschließend an der University of Colorado Jura. Nachdem er im Jahr 1929 als Rechtsanwalt zugelassen worden war, begann er seinen neuen Beruf in Glenrock in Wyoming auszuüben. Später zog er nach Douglas im Converse County. Auch dort arbeitete er als Rechtsanwalt. Im Converse County war er zwischen 1933 und 1936 Bezirksstaatsanwalt. In den Jahren 1936 bis 1938 arbeitete McIntyre für das Justizministerium in Washington. 1938 war er auch kurzzeitig für das Landwirtschaftsministerium tätig.

## Politische Laufbahn
McIntyre war Mitglied der Demokratischen Partei. Von 1935 bis 1941 war er auch Mitglied der Nationalgarde von Wyoming. Dort bekleidete er den Rang eines Hauptmanns. Bei den Kongresswahlen des Jahres 1940 wurde John McIntyre gegen den Amtsinhaber Frank O. Horton ins US-Repräsentantenhaus gewählt. Dort absolvierte er ab dem 3. Januar 1941 eine zweijährige Legislaturperiode bis Januar 1943. Im Jahr 1942 wurde er nicht wiedergewählt. Sein Mandat ging an Frank A. Barrett, den Kandidaten der Republikanischen Partei. In den Jahren 1943 bis 1944 war McIntyre stellvertretender Attorney General von Wyoming. Zwischen Februar 1944 und August 1945 nahm er als Soldat der US-Armee an der Endphase des Zweiten Weltkriegs teil. Dabei war er auf dem europäischen Kriegsschauplatz eingesetzt. Im Jahr 1945 leitete er als State auditor den Rechnungshof von Wyoming. 1946 kandidierte er erfolglos für eine Rückkehr in den US-Kongress. Im Jahr 1950 bewarb er sich ebenso erfolglos um das Amt des Gouverneurs von Wyoming. Von 1960 bis zu seinem Tod im Jahr 1974 war er Richter am Obersten Gerichtshof von Wyoming.